# Wysoki Bór
Wysoki Bór – mała kolonia w Polsce położona w województwie warmińsko-mazurskim, w powiecie elbląskim, w gminie Tolkmicko na obszarze Parku Krajobrazowego Wysoczyzny Elbląskiej.
W latach 1975–1998 miejscowość administracyjnie należała do województwa elbląskiego.